# قمبود متربص
قمبود متربص (الاسم العلمي: Campodea insidiator) هو نوع من الحيوانات يتبع جنس القمبود من فصيلة القمابيد.